# 프라이스 다니엘
매리언 프라이스 대니얼 시니어(Marion Price Daniel Sr., 1910년 10월 10일 ~ 1988년 8월 25일)는 미국의 정치인이다.

## 학력
- 베일러 대학교 인문사회 학사
- 베일러 대학교 법학학사

## 경력
- 1939.01 ~ 1945.01 제46·47·48대 텍사스 제14선거구 하원의원
- 1943.01 ~ 1945.01 제57대 텍사스 하원의장
- 1947.01 ~ 1953.01 텍사스 법무장관
- 1953.01 ~ 1957.01 제83·84·85대 미국 텍사스 연방상원의원
- 1957.01 ~ 1963.01 제38대 텍사스 주지사
- 1967.10 ~ 1969.01 비상 대비 사무실 실장
- 1971.01 ~ 1978.01 텍사스 대법원 판사

## 역대 선거 결과
| 선거명      | 직책명                       | 대수 | 정당   | 득표율  | 득표수      | 결과 | 당락                   |
| ----------- | ---------------------------- | ---- | ------ | ------- | ----------- | ---- | ---------------------- |
| 1938년 선거 | 하원의원 (텍사스 제14선거구) | 46대 | 민주당 | 0%      | 표          | 1위  | 텍사스 주의원 당선     |
| 1940년 선거 | 하원의원 (텍사스 제14선거구) | 47대 | 민주당 | 0%      | 표          | 1위  | 텍사스 주의원 당선     |
| 1942년 선거 | 하원의원 (텍사스 제14선거구) | 48대 | 민주당 | 0%      | 표          | 1위  | 텍사스 주의원 당선     |
| 1946년 선거 | 텍사스 법무장관              | 39대 | 민주당 | 91.51%  | 348,831표   | 1위  | 텍사스주 법무장관 당선 |
| 1948년 선거 | 텍사스 법무장관              | 39대 | 민주당 | 88.01%  | 1,061,748표 | 1위  | 텍사스주 법무장관 당선 |
| 1950년 선거 | 텍사스 법무장관              | 39대 | 민주당 | 89.91%  | 345,859표   | 1위  | 텍사스주 법무장관 당선 |
| 1952년 선거 | 상원의원 (텍사스 제1부)      | 83대 | 민주당 | 100.00% | 1,895,192표 | 1위  | 텍사스주 상원의원 당선 |
| 1956년 선거 | 텍사스 주지사                | 38대 | 민주당 | 78.35%  | 1,350,736표 | 1위  | 텍사스 주지사 당선     |
| 1958년 선거 | 텍사스 주지사                | 38대 | 민주당 | 88.09%  | 695,779표   | 1위  | 텍사스 주지사 당선     |
| 1960년 선거 | 텍사스 주지사                | 38대 | 민주당 | 72.75%  | 1,627,698표 | 1위  | 텍사스 주지사 당선     |
| 1972년 선거 | 대법관 (텍사스 Place 7)      | -대  | 민주당 | 0%      | 표          | 1위  | 텍사스 대법원 당선     |